# James Scanlon

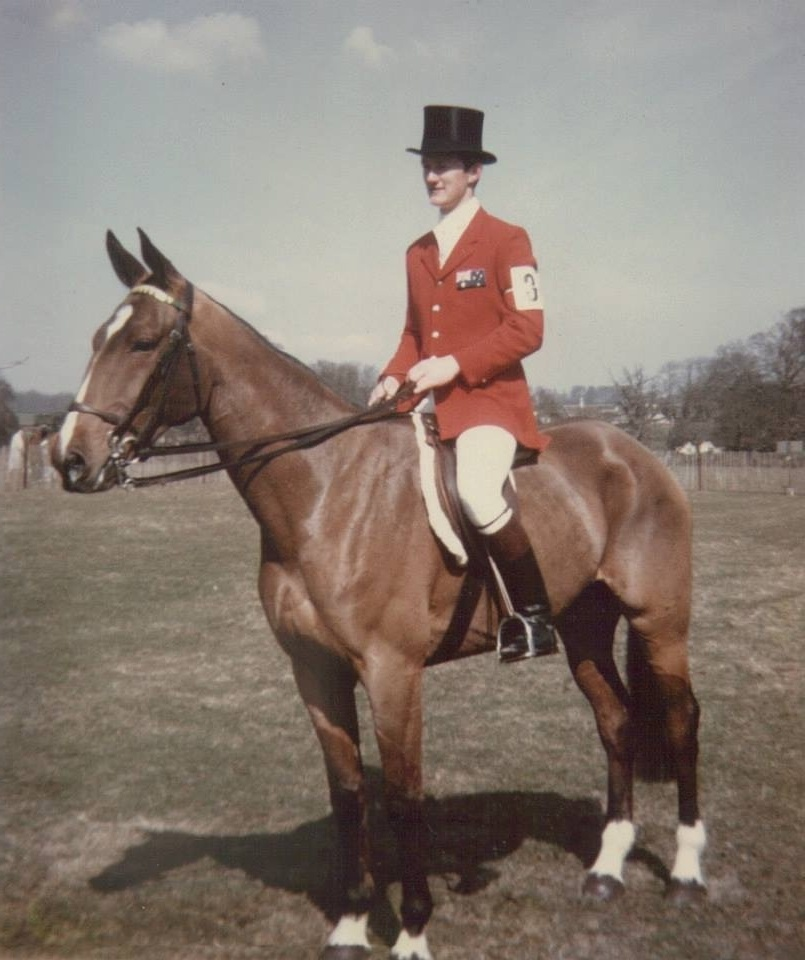
James Scanlon Ecuestre en Caballo Desconocido 2024

James Scanlon (26 de enero de 1948) es un jinete australiano que compitió en la modalidad de concurso completo. Participó en los Juegos Olímpicos de México 1968, obteniendo una medalla de bronce en la prueba por equipos.

## Palmarés internacional
| Juegos Olímpicos | Juegos Olímpicos          | Juegos Olímpicos  | Juegos Olímpicos |
| Año              | Lugar                     | Medalla           | Categoría        |
| ---------------- | ------------------------- | ----------------- | ---------------- |
| 1968             | Ciudad de México (México) | Medalla de bronce | Por equipos      |